# Чермошня (Калузька область)
Чермошня (рос. Чермошня) — присілок в Юхновському районі Калузької області Російської Федерації.
Населення становить 17 осіб. Входить до складу муніципального утворення Село Щелканово.

## Історія
Від 2004 року входить до складу муніципального утворення Село Щелканово

## Населення
| 2002 | 2010 |
| ---- | ---- |
| 27   | ↘17  |